# Athlétisme aux Jeux africains de 1991
Navigation
Nairobi 1987 Harare 1995
Les compétitions d'athlétisme des 5es Jeux africains ont eu lieu au Caire en Égypte  en 1991.

## Résultats

### Hommes
| Epreuve | Or                                                                     | Or              | Argent | Argent          | Bronze                                                         | Bronze          |
| --- | ---------------------------------------------------------------------- | --------------- | --- | --------------- | -------------------------------------------------------------- | --------------- |
| 100 m | Frankie Fredericks Namibie                                             | 10 s 18         | Davidson Ezinwa Nigeria | 10 s 24         | Emmanuel Tuffour Ghana                                         | 10 s 30         |
| 200 m | Frankie Fredericks Namibie                                             | 20 s 28         | Emmanuel Tuffour Ghana | 20 s 59         | Daniel Phillip Nigeria                                         | 20 s 62         |
| 400 m | Samson Kitur Kenya                                                     | 45 s 40         | Sunday Bada Nigeria | 45 s 81         | Francis Ogola Ouganda                                          | 46 s 21         |
| 800 m | William Tanui Kenya                                                    | 1 min 47 s 40   | Robert Kibet Kenya | 1 min 47 s 69   | Kennedy Osei Ghana                                             | 1 min 48 s 41   |
| 1 500 m | William Kimei Kenya                                                    | 3 min 41 s 97   | Desta Asgedom Éthiopie | 3 min 42 s 65   | Alemayehu Roba Éthiopie                                        | 3 min 42 s 91   |
| 5 000 m | Fita Bayissa Éthiopie                                                  | 13 min 36 s 91  | Ibrahim Kinuthia Kenya | 13 min 37 s 67  | Ondoro Osoro Kenya                                             | 13 min 38 s 60  |
| 10 000 m | Thomas Osano Kenya                                                     | 27 min 56 s 45  | William Koech Kenya | 27 min 56 s 86  | Chala Kelile Éthiopie                                          | 28 min 11 s 73  |
| Marathon | Tena Negere Éthiopie                                                   | 2 h 31 min 17 s | Ernest Tjela Lesotho | 2 h 31 min 42 s | Allaoua Khélil Algérie                                         | 2 h 32 min 29 s |
| 3 000 m steeple | Moses Kiptanui Kenya                                                   | 8 min 27 s 09   | William Mutwol Kenya | 8 min 28 s 29   | Johnstone Kipkoech Kenya                                       | 8 min 33 s 88   |
| 110 m haies | Judex Lefou Mauritius                                                  | 14 s 12         | Noureddine Tadjine Algérie | 14 s 17         | Emeka Osaji Nigeria                                            | 14 s 22         |
| 400 m haies | Erick Keter Kenya                                                      | 48 s 95         | Gideon Yego Kenya | 49 s 09         | Amadou Dia Bâ Sénégal                                          | 49 s 12         |
| Saut en hauteur | Othmane Belfaa Algérie                                                 | 2,18 m          | Boubacar Guèye Sénégal | 2,16 m          | Yacine Mousli Algérie                                          | 2,16 m          |
| Saut à la perche | Sami Si Mohamed Algérie                                                | 5,20 m          | Belgacem Touami Algérie | 5,10 m          | Kersley Gardenne Mauritius                                     | 5,00 m          |
| Saut en longueur | George Ogbeide Nigeria                                                 | 8,22 m          | Yusuf Alli Nigeria | 7,81 m          | James Sabulei Kenya                                            | 7,72 m          |
| Triple saut | James Sabulei Kenya                                                    | 16,53 m         | Paul Nioze Seychelles | 16,50 m         | Benjamin Koech Kenya                                           | 16,26 m         |
| Lancer du poids | Chima Ugwu Nigeria                                                     | 17,64 m         | Adewale Olukoju Nigeria | 17,58 m         | Martin Mélagne Côte d'Ivoire                                   | 17,33 m         |
| Lancer du disque | Adewale Olukoju Nigeria                                                | 59,22 m         | Mohamed Naguib Hamed Égypte | 55,32 m         | Hassan Ahmed Hamad Égypte                                      | 54,90 m         |
| Lancer du marteau | Sherif Farouk El Hennawi Égypte                                        | 67,58 m         | Hakim Toumi Algérie | 63,12 m         | Magdi Zakaria Abdallah Égypte                                  | 62,10 m         |
| Lancer du javelot | Christian Okemefula Nigeria                                            | 77,14 m         | Pius Bazighe Nigeria | 71,78 m         | James Saina Kenya                                              | 71,44 m         |
| Décathlon | Mourad Mahour Bacha Algérie                                            | 7431 pts        | Tommy Ozono Nigeria | 7163 pts        | Sid Ali Sabour Algérie                                         | 6956 pts        |
| 20 km marche | Shemsu Hassan Éthiopie                                                 | 1 h 29 min 04   | Abdelwahab Ferguène Algérie | 1 h 35 min 21   | Abderrahmane Djebbar Algérie                                   | 1 h 38 min 11   |
| 4 × 100 m | Nigeria Victor Omagbemi Innocent Asonze Oluyemi Kayode Davidson Ezinwa | 39 s 36         | Sierra Leone David Sawyer Horace Dove-Edwin Haroun Korjie Sanusi Turay Sénégal Edouard Samatey Amadou M'Baye Joseph Diaz Charles-Louis Seck | 39 s 66 40 s 00 | Kenya Joseph Gikonyo Kennedy Ondiek Donald Onchiri Amos Rutere | 40 s 70         |
| 4 × 400 m | Kenya Simeon Kipkemboi Erick Keter Simon Kemboi Samson Kitur           | 3 min 03 s 14   | Nigeria Sunday Bada Hassan Bosso Clement Chukwu Abu Danjuma                                                                                 | 3 min 03 s 72   | Ghana Ahmed Ali Nelson Boateng Timothy Hesse Kennedy Osei      | 3 min 08 s 18   |
| Records et Performances - AR : Record continental (area record) - CR : Record des championnats (championship record) - MR : Record du meeting (meet record) - NR : Record national (national record) - OR : Record olympique (olympic record) - PR : Record paralympique (paralympic record) - PB : Record personnel (personal best) - SB : Meilleure performance personnelle de la saison (season's best) - WL : Meilleure performance mondiale de l'année (world leader) - WJR : Record du monde junior (world junior record) - WR : Record du monde (world record) Circonstances et Conditions - DNF : N'a pas terminé (did not finish) - DNS : N'a pas pris le départ (did not start) - DQ : Disqualification (disqualification) - NM : Aucun essai valable enregistré (No Mark) - Q : Qualifié « directement » au prochain tour (ou à la prochaine compétition), lors d'une compétition majeure, grâce au classement ou à la réalisation des minima (automatic qualifier) - q : Qualifié au prochain tour (ou à la prochaine compétition), lors d'une compétition majeure, grâce au repêchage ou à la réalisation de l'une des meilleures performances parmi celles des « non qualifiés directement » (grâce au meilleur temps ou à la meilleure distance par exemple) (secondary qualifier) |                                                                        |                 | |                 |                                                                |                 |

### Femmes
| Epreuve | Or                                                               | Or             | Argent                                                                 | Argent         | Bronze                                                                                             | Bronze         |
| --- | ---------------------------------------------------------------- | -------------- | ---------------------------------------------------------------------- | -------------- | -------------------------------------------------------------------------------------------------- | -------------- |
| 100 m | Mary Onyali Nigeria                                              | 11 s 12        | Beatrice Utondu Nigeria                                                | 11 s 13        | Rufina Uba Nigeria                                                                                 | 11 s 43        |
| 200 m | Tina Iheagwam Nigeria                                            | 22 s 82        | Fatima Yusuf Nigeria                                                   | 22 s 84        | Christy Opara-Thompson Nigeria                                                                     | 23 s 68        |
| 400 m | Fatima Yusuf Nigeria                                             | 50 s 71        | Charity Opara Nigeria                                                  | 51 s 23        | Airat Bakare Nigeria                                                                               | 52 s 98        |
| 800 m | Maria de Lurdes Mutola Mozambique                                | 2 min 04 s 02  | Zewde Haile Mariam Éthiopie                                            | 2 min 04 s 99  | Gladys Wamuyu Kenya                                                                                | 2 min 07 s 14  |
| 1 500 m | Susan Sirma Kenya                                                | 4 min 10 s 68  | Margaret Kigari Kenya                                                  | 4 min 12 s 34  | Getenesh Urge Éthiopie                                                                             | 4 min 12 s 38  |
| 3 000 m | Susan Sirma Kenya                                                | 8 min 49 s 33  | Luchia Yishak Éthiopie                                                 | 8 min 51 s 04  | Delillah Asiago Kenya                                                                              | 8 min 55 s 53  |
| 10 000 m | Derartu Tulu Éthiopie                                            | 33 min 40 s 37 | Lydia Cheromei Kenya                                                   | 33 min 53 s 00 | Tigist Moreda Éthiopie                                                                             | 33 min 59 s 76 |
| 100 m haies | Ime Akpan Nigeria                                                | 13 s 44        | Taiwo Aladefa Nigeria                                                  | 13 s 51        | Nicole Ramalalanirina Madagascar                                                                   | 13 s 70        |
| 400 m haies | Marie Womplou Côte d'Ivoire                                      | 57 s 35        | Omolade Akinremi Nigeria                                               | 58 s 16        | Omotayo Akinremi Nigeria                                                                           | 58 s 85        |
| Saut en hauteur | Lucienne N'Da Côte d'Ivoire                                      | 1,83 m         | Ifeanyi Aduba Nigeria                                                  | 1,73 m         | Stella Agbaegbu Nigeria                                                                            | 1,70 m         |
| Saut en longueur | Chioma Ajunwa Nigeria                                            | 6,67 m         | Beatrice Utondu Nigeria                                                | 6,50 m         | Christy Opara-Thompson Nigeria                                                                     | 6,33 m         |
| Lancer du poids | Hanan Ahmed Khaled Égypte                                        | 14,88 m        | Elizabeth Olaba Kenya                                                  | 14,83 m        | Mariam Nnodu Nigeria                                                                               | 14,66 m        |
| Lancer du disque | Hanan Ahmed Khaled Égypte                                        | 48,32 m        | Hiba Meshili Abu Zaghari Égypte                                        | 46,88 m        | Wilma Brendenham Namibie                                                                           | 46,42 m NR     |
| Lancer du javelot | Seraphina Nyauma Kenya                                           | 51,94 m        | Ann Otutu Nigeria                                                      | 50,54 m        | Matilda Kisava Tanzanie                                                                            | 46,58 m        |
| Heptathlon | Rita Izojie Nigeria                                              | 5383 pts       | Oluchi Elechi Nigeria                                                  | 5320 pts       | Nacèra Zaaboub Algérie                                                                             | 5253 pts       |
| 5 000 m marche | Agnetha Chelimo Kenya                                            | 24 min 25 s 00 | Grace Karimi Kenya                                                     | 24 min 33 s 86 | Dounia Kara Algérie                                                                                | 25 min 27 s 03 |
| 4 × 100 m | Nigeria Chioma Ajunwa Rufina Ubah Beatrice Utondu Mary Onyali    | 44 s 21        | Côte d'Ivoire Alimata Koné Marie Womplou Louise Ayétotché Olga Mutanda | 45 s 86        | Madagascar Mamy Razafimanantsoa Hanitriniaina Rakotondrabé Nicole Ramalalanirina Lalao Ravaonirina | 45 s 96        |
| 4 × 400 m | Nigeria Omotayo Akinremi Airat Bakare Charity Opara Fatima Yusuf | 3 min 31 s 05  | Kenya Gladys Wamuyu Pharis Wanja Marcela Mbunde Jane Kimatia           | 3 min 41 s 20  | Côte d'Ivoire Louise Ayétotché Alimata Koné Olga Mutanda Marie Womplou                             | 3 min 44 s 06  |
| Records et Performances - AR : Record continental (area record) - CR : Record des championnats (championship record) - MR : Record du meeting (meet record) - NR : Record national (national record) - OR : Record olympique (olympic record) - PR : Record paralympique (paralympic record) - PB : Record personnel (personal best) - SB : Meilleure performance personnelle de la saison (season's best) - WL : Meilleure performance mondiale de l'année (world leader) - WJR : Record du monde junior (world junior record) - WR : Record du monde (world record) Circonstances et Conditions - DNF : N'a pas terminé (did not finish) - DNS : N'a pas pris le départ (did not start) - DQ : Disqualification (disqualification) - NM : Aucun essai valable enregistré (No Mark) - Q : Qualifié « directement » au prochain tour (ou à la prochaine compétition), lors d'une compétition majeure, grâce au classement ou à la réalisation des minima (automatic qualifier) - q : Qualifié au prochain tour (ou à la prochaine compétition), lors d'une compétition majeure, grâce au repêchage ou à la réalisation de l'une des meilleures performances parmi celles des « non qualifiés directement » (grâce au meilleur temps ou à la meilleure distance par exemple) (secondary qualifier) |                                                                  |                |                                                                        |                | |                |

## Tableau des médailles
| Rang | Nation        | Or | Argent | Bronze | Total |
| ---- | ------------- | -- | ------ | ------ | ----- |
| 1    | Nigeria       | 13 | 16     | 9      | 38    |
| 2    | Kenya         | 12 | 10     | 8      | 30    |
| 3    | Éthiopie      | 4  | 3      | 4      | 11    |
| 4    | Algérie       | 3  | 4      | 6      | 13    |
| 5    | Égypte        | 3  | 2      | 2      | 7     |
| 6    | Côte d'Ivoire | 2  | 1      | 2      | 5     |
| 7    | Namibie       | 2  | 0      | 1      | 3     |
| 8    | Mauritius     | 1  | 0      | 1      | 2     |
| 9    | Mozambique    | 1  | 0      | 0      | 1     |
| 10   | Sénégal       | 0  | 2      | 1      | 3     |
| 11   | Ghana         | 0  | 1      | 3      | 4     |
| 12   | Seychelles    | 0  | 1      | 0      | 1     |
| 12   | Lesotho       | 0  | 1      | 0      | 1     |
| 14   | Madagascar    | 0  | 0      | 2      | 2     |
| 16   | Ouganda       | 0  | 0      | 1      | 1     |
| 16   | Tanzanie      | 0  | 0      | 1      | 1     |